# Castello di Lacore
Das Castello di Lacore ist die Ruine einer mittelalterlichen Höhenburg auf einem Hügel mit Blick auf den Fluss Ceno in der Nähe des Ortsteils Casanova der Gemeinde Bardi in der italienischen Region Emilia-Romagna.

## Geschichte
Die ältesten Zeugnisse über die Existenz einer ländlichen Siedlung in Lacore stammen von 770. Die Siedlung wurde vermutlich von den Langobarden gegründet, wie man an den Namen der Bewohner erkennt, die aus den zeitgenössischen Dokumenten hervorgehen und typisch für ein altes, germanisches Volk sind, sowie dem Toponym, das vermutlich aus dem Langobardischen „lakar“ (dt.: Biwak) entstand.
Das Dorf wurde bis 898 als „Casale“ (dt.: Siedlung) bezeichnet. In den folgenden Jahren wurde diese wegen ihrer strategisch günstigen Lage auf dem Gipfel eines Hügels über dem Ceno mit entsprechendem Überblick befestigt und in ein „Castellum“ (dt.: Heerlager) zur Verteidigung umgebaut, wie es Dokumente von 907 und 917 bezeugen.
Die Burg war bis mindestens zum 11. Jahrhundert bewohnt, wurde dann aber verlassen und verfiel zu einer Ruine, möglicherweise nach dem Bau weiterer Befestigungen in der Gegend und der nach und nach wachsenden Bedeutung des Castello di Bardi für das umgebende Territorium.
Die Ruinen, die im Laufe der Zeit von der Vegetation überwuchert wurden, wurden Ende des 19. Jahrhunderts und Anfang des 20. Jahrhunderts teilweise wieder ans Licht gebracht.

## Beschreibung
Von der großen, hochmittelalterlichen Burg, die sich über den Gipfel eines Hügels erstreckte, sind die Spuren verschiedener Steinmauern erhalten, halb verdeckt durch eine Eiche am Rande einer Wiese.
Die äußeren Mauern am Fuße eines Hügels sind vorwiegend auf der Nordseite und in der Nähe des alten Eingangstors zum Ceno hin sichtbar. Auf dem Gipfel des Hügels finden sich Ruinen der inneren Umfassungsmauer und zum Fluss hin das Fundament eines Rundturms, der zu einem unbekannten, späteren Zeitpunkt in einen Kalkofen umgewandelt wurde.
Auf der Wiese nördlich des Hügels fand eine Gruppe von Bauern schließlich Anfang des 20. Jahrhunderts die Reste einiger Gräber.